# Août 2009

## Faits marquants
- 1er août : en Israël, une fusillade dans un centre de jeunes homosexuels à Tel Aviv fait 2 morts et 15 blessés.
- 5 août : en Mauritanie, investiture du président Mohamed Ould Abdel Aziz.
- 5 août : aux Tonga, naufrage du ferry MV Princess Ashika causant la mort de 74 personnes.
- 6 août : confirmation de Sonia Sotomayor à la Cour suprême des États-Unis, première femme d’origine latino-américaine à y accéder.
- 6 août au 11 août : les typhons Morakot et Etau frappent les Philippines, Taïwan, la Chine et l'est du Japon.
- 7 août: début du Congrès mondial acadien dans la péninsule acadienne.
- 12 août : Perséides, nuit des étoiles filantes.
- 16 août : nouveau record du monde du 100 mètres (athlétisme) aux championnats du monde d'athlétisme à Berlin par Usain Bolt en 9,58 secondes.
- 20 août : élection présidentielle en Afghanistan. Contestée, les résultats mettront des mois à être validés, avant de confirmer le 21 octobre 2009 l'élection de Hamid Karzai, président sortant.
- 20 août : nouveau record du monde du 200 mètres aux championnats du monde d'athlétisme de Berlin par Usain Bolt en 19,19 secondes.
- 23 août : SummerSlam 2009.
- 25 août : le sénateur américain Ted Kennedy (Massachusetts), principal soutien de la réforme du système de sécurité sociale par l'administration Obama, meurt à la suite d'une tumeur du cerveau dans sa demeure de Hyannis Port. En janvier 2010, l'élection de son successeur fera perdre la majorité démocrate au Congrès.
- 28 août : Noel Gallagher quitte le groupe Oasis peu avant le festival Rock en Seine.
- 30 août : les élections législatives au Japon donnent la victoire au Parti démocrate du Japon (PDJ), qui met fin à cinquante-cinq ans de règne quasi-ininterrompu du Parti libéral-démocrate (PLD).

## Décès
Pour un article plus général, voir Décès en août 2009.